# Northrop AQM-38
El Northrop AQM-38 fue un blanco aéreo no tripulado estadounidense, desarrollado en los años 50 del siglo XX por la Radioplane Division de la Northrop Corporation, Newbury Park, California, y fabricado por su Ventura Division en Van Nuys, California. Usados extensivamente en el entrenamiento de misiles superficie-aire, fueron construidos más de dos mil drones en su etapa de producción, continuando en uso con el Ejército y la Armada de los Estados Unidos durante casi veinte años.

## Diseño y desarrollo

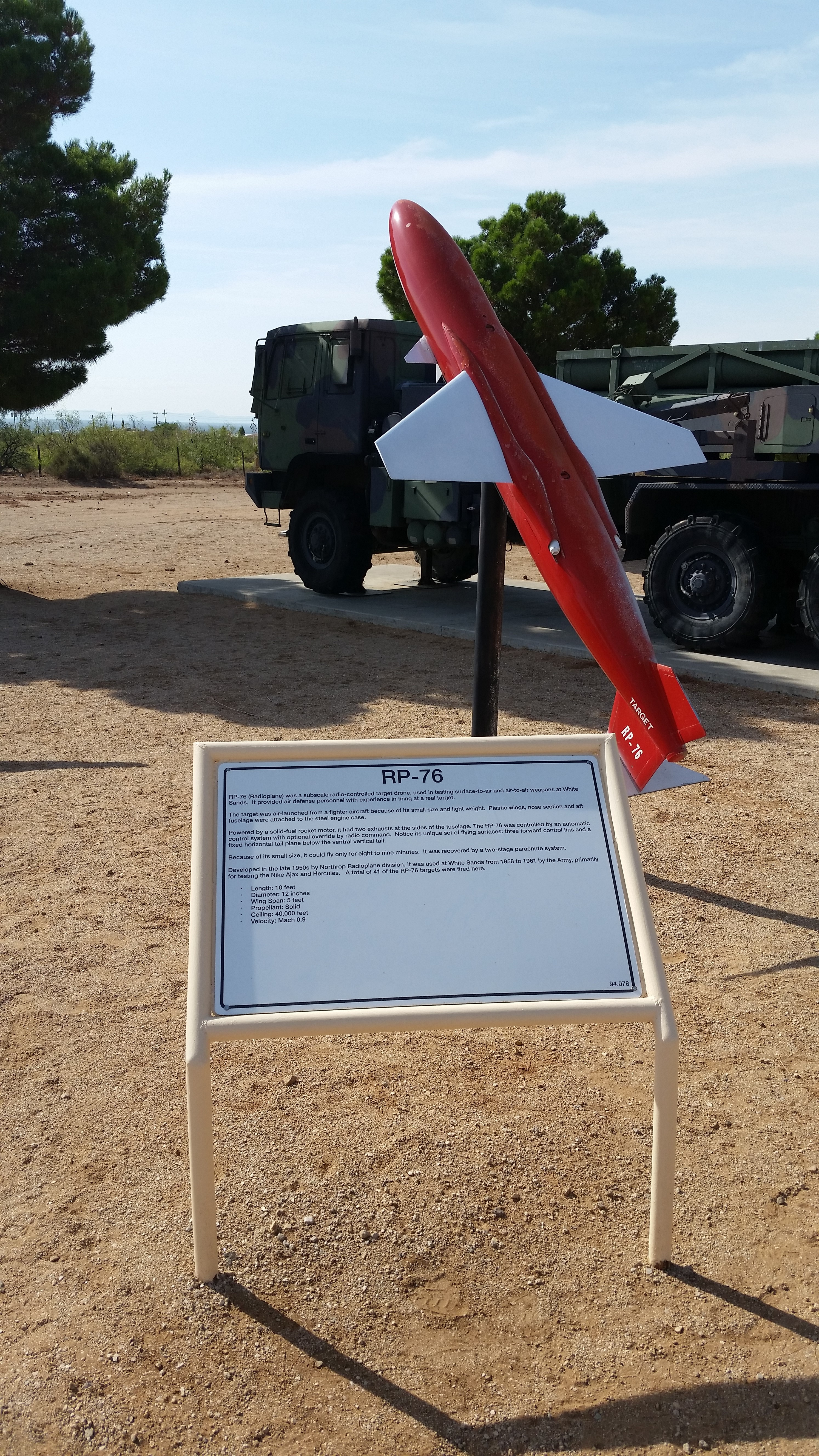
Exhibición del RP-76 en el Museo del Campo de Misiles de Arenas Blancas.

Tras las pruebas de vuelo del blanco aéreo no tripulado XKD4R, desarrollado para la Armada estadounidense, Radioplane rediseñó la aeronave en una versión mejorada, designada RP-76, volando por primera vez en 1959. Comparado con el XKD4R, el RP-76 tenía carenados de las alas rediseñados, con la aleta de control vertical siendo desplazada a la parte inferior del misil, en lugar de estar en la superior.
El RP-76 fue diseñado para volar una trayectoria preprogramada con piloto automático, siendo opcional el guiado por radio. Como en el XKD4R, el control era proporcionado por tres aletas localizadas en la parte delantera del cuerpo de la aeronave. Fue incluida una lente de Luneberg para aumentar la firma radar del dron, y la recuperación al final del vuelo se realizaba mediante un paracaídas.

## Variantes
RP-76
Blanco aéreo no tripulado con motor Aerojet 530NS35.
RP-78
Variante con motor más potente.
AQM-38A
Designación dada al RP-76 en 1963.
AQM-38B
Designación dada al RP-78 en 1963.

## Operadores
Estados Unidos
- Fuerza Aérea de los Estados Unidos
- Ejército de los Estados Unidos
- Armada de los Estados Unidos

## Historia operacional
Volando por primera vez en 1959, el RP-76 fue lanzado la mayor parte de las veces desde un caza F-89 Scorpion de la Fuerza Aérea estadounidense, y fue extensivamente usado por el Ejército estadounidense para entrenar a los operadores de misiles superficie-aire; el dron también fue usado para entrenar a los pilotos de caza de la USAF en el tiro aire-aire. Una versión ligeramente modificada, designada RP-78, fue suministrada a la Armada estadounidense; usaba un cohete más potente, produciendo 440 N (100 lbf) de empuje, que propulsaba al dron a una velocidad máxima de Mach 1,25.
En 1963, los RP-76 y RP-78 recibieron las designaciones AQM-38A y AQM-38B en el nuevo sistema de designación de misiles "para los tres servicios". En total, fueron construidos más de 2000 ejemplares por Northrop, permaneciendo el misil en servicio con las fuerzas armadas estadounidenses hasta mediados de los años 70, cuando fueron retirados.

### Secuencias de designación
- Secuencia M- (Misiles y drones estadounidenses (1962-actualidad)): ← AQM-35 - MQM-36 - AQM-37 - AQM-38 - MQM-39 - MQM-40 - AQM-41 →